# Nutek
NUTEK (Närings- och teknikutvecklingsverket) war bis zu seiner Auflösung im März 2009 die schwedische Behörde für Wirtschaftliches und Regionales Wachstum.
Die Behörde, die 1991 durch die Fusion dreier Zentralämter gebildet wurde, hatte 2005 etwa 220 Angestellte und einen Umsatz von 1,68 Milliarden SEK (~ 185 Mill Euro). Von diesem Budget gingen ungefähr 1,3 Milliarden SEK als Beiträge in unterschiedliche Programme und Projekte. NUTEK war dem Wirtschaftsministerium zugeordnet.
Als zentrale wirtschaftspolitische Behörde Schwedens war NUTEK für ein nachhaltiges Wachstum im Lande verantwortlich durch
- Unterstützung und Finanzierung von Programmen und Projekten in ausgewählten Bereichen
- Information und Beratung von Unternehmen, Unterstützung von Unternehmensgründungen
- Entwicklung und Koordination regionaler Unterstützungsmaßnahmen für Unternehmen
- Erstellung von Analysen und Entscheidungsunterlagen für die Regierung

NUTEK war auch die beschlussfassende Verwaltungsbehörde bezüglich der regionalen Strukturfondsprogramme im Rahmen des Europäischen Fonds für regionale Entwicklung. Darüber hinaus nahm NUTEK als Vertreter Schwedens an weiteren europäischen Entwicklungsprogrammen teil.
Im März 2009 wurde Nutek aufgelöst. Seine Aufgaben gingen in Schwedens Agentur Growth Analysis und Schwedens Agentur für Ländliche Entwicklung über.

## Prüfsiegel
Bis 1998 gehörte auch die Schwedische Energieverwaltung zu NUTEK, die die erste Organisation weltweit war, die eine Norm für energiesparende Geräte entwickelt hat. Für einen Bildschirm beinhaltet diese Norm die Abschaltung des Gerätes in zwei Stufen mit einstellbarer Zeit. Des Weiteren einen Energiesparmodus unter 30 Watt und ein wake up (Hochfahren) innerhalb von 3 Sekunden. Wenn diese Kriterien erfüllt sind und die Hersteller den Test laut Kriterienkatalog durchgeführt haben, wird ein Prüfsiegel vergeben.